# Carlos Domingos Massoni
Carlos Domingos Massoni, detto Mosquito (San Paolo, 4 gennaio 1939), è un ex cestista brasiliano.

## Carriera
Guardia di 180 cm, è stato titolare della Nazionale brasiliana e del Palmeiras.
Con il Brasile ha disputato quattro edizioni dei Giochi olimpici (1960, 1964, 1968, 1972) e quattro dei Campionati del mondo (1963, 1967, 1970, 1974).

## Palmarès
- Mondiali: 1
Nazionale brasiliana: 1963.
- Giochi panamericani: 1
Nazionale brasiliana: 1971.
- Campionato sudamericano: 3
Nazionale brasiliana: 1960, 1961, 1968.